# Штебляйн, Бруно
Бруно Ште́бляйн (нем. Bruno Stäblein; 5 мая 1895, Мюнхен — 6.3.1978, Эрланген) — немецкий музыковед. Всемирно известен как источниковед-медиевист, исследователь григорианского хорала и светской монодии.
Окончил Мюнхенский университет (изучал историю и теорию музыки у А.Зандбергера и Т.Кройера). В 1918 г. защитил докторскую диссертацию (там же) по инструментальной музыке XVI века. В том же году окончил мюнхенскую Музыкальную академию как композитор, пианист и дирижёр. Дирижировал в театрах Инсбрука (1919-20) и Кобурга (1920-26). В годы преподавания (1931-45) в классической гимназии Регенсбурга увлёкся музыкой эпохи средневековья, активно занялся изучением средневековых музыкальных рукописей. В 1945 основал институт музыкознания при Высшей теологической школе Регенсбурга, в 1953 стал её директором. В 1946 защитил профессорскую диссертацию (Habilitation) по гимнологии в университете Эрлангена; с 1956 до 1963 руководил там кафедрой музыкознания. Преподавал также в Регенсбургском университете (создал в нём большой архив микрофильмов старинных нотных рукописей).
Штебляйн основал серию критических транскрипций памятников средневековой музыки Monumenta Monodica Medii Aevi, выступил редактором двух томов серии: «Гимны» (1956) и «Староримский градуал Vat.lat.5319» (1970). Автор многих статей по церковной монодии в фундаментальной энциклопедии «Die Musik in Geschichte und Gegenwart» и антологии «Нотация одноголосной музыки» (в лейпцигской «Иллюстированной истории музыки», 1975), приобретшей всемирную популярность благодаря пунктуальности и ясности изложения предмета. Фундаментальными считаются работы Штебляйна по григорианике, как исторические (проблема происхождения хорала, генезис тропа), так и источниковедческие (систематический обзор невменных традиций). Помимо григорианики занимался также светской монодической песней (трубадурами и миннезингерами, в т.ч. Освальдом фон Волькенштейном).

## Редактирование и транскрипция
- Hymnen // Monumenta Monodica Medii Aevi, I (1956)
- (mit M. Landwehr-Melnicki) Die Gesänge des altrömischen Graduale (Vat.lat.5319) // Monumenta Monodica Medii Aevi, II (1970)

## Сочинения (выборка)
- Zur Frühgeschichte der Sequenz // Archiv für Musikwissenschaft 18 (1961), S.1–33.
- Zum Verständnis des «klassischen» Tropus // Acta Musicologica 35 (1963), S.84–95.
- Zur Stilistik der Troubadourmelodien // Acta Musicologica 38 (1966), S.27-46.
- Kann der gregorianische Choral im Frankenreich entstanden sein? // Archiv für Musikwissenschaft 24 (1967), S.153–69.
- Gregorius Praesul: der Prolog zum römischen Antiphonale // Musik und Verlag: Karl Vötterle zum 65. Geburtstag, hrsg. v. R. Baum u. W. Rehm. Kassel, 1968, SS.537-61.
- Nochmals zur angeblichen Entstehung des gregorianischen Chorals im Frankenreich // Archiv für Musikwissenschaft 27 (1970), S.110–21.
- Oswald von Wolkenstein, der Schöpfer des Individualliedes // Deutsche Vierteljahrsschrift für Literaturwissenschaft und Geistesgeschichte 46 (1972), S.113–60.
- Die Entstehung des gregorianischen Chorals // Musikforschung 27 (1974), S.5–17.
- Schriftbild der einstimmigen Musik // Musikgeschichte in Bildern. Bd.III, Lfg.4. Leipzig: VEB Deutscher Verlag für Musik. Leipzig, 1975 (увеличенный формат)